# Morti nel 1978/Maggio
| Questa pagina contiene informazioni ricavate automaticamente dalle voci biografiche con l'ausilio del template Bio e di un bot. L'aggiornamento è periodico e automatico e ricostruisce completamente la pagina. Se manca una persona in questa lista, sei pregato di non aggiungerla, ma accertati piuttosto che la sua voce biografica contenga il template Bio e che i dati anagrafici siano correttamente compilati. Se il template Bio manca, inseriscilo tu stesso o, in alternativa, metti l'avviso {{tmp\|Bio}} che ne segnala la mancanza. Se i dati riportati sono sbagliati, correggi direttamente la voce biografica; le modifiche saranno visibili in questa lista entro pochi giorni. Per chiarimenti vedi il progetto biografie. La lista contiene solo le 106 persone che sono citate nell'enciclopedia e per le quali è stato implementato correttamente il template Bio. Pagina aggiornata al 3 mar 2024. |

- 1º maggio - Menotti Bugna, allenatore di calcio e calciatore italiano (n. 1909)
- 1º maggio - Aram Il'ič Chačaturjan, compositore e pianista sovietico (n. 1903)
- 1º maggio - Giuseppe Girelli, presbitero e missionario italiano (n. 1886)
- 1º maggio - Franco Matacotta, poeta e giornalista italiano (n. 1916)
- 1º maggio - Sylvia Townsend Warner, scrittrice e poetessa inglese (n. 1893)
- 2 maggio - Matti Lähde, fondista finlandese (n. 1911)
- 3 maggio - Alfred Braun, attore e regista tedesco (n. 1888)
- 3 maggio - A. Arnold Gillespie, scenografo e effettista statunitense (n. 1899)
- 5 maggio - Lu Synd, attrice tedesca (n. 1886)
- 6 maggio - Ethelda Bleibtrey, nuotatrice statunitense (n. 1902)
- 6 maggio - Mariolino Congiu, allenatore di calcio e calciatore italiano (n. 1913)
- 6 maggio - Aldo Gabrielli, grammatico, linguista e lessicografo italiano (n. 1898)
- 6 maggio - Loyal Griggs, direttore della fotografia e effettista statunitense (n. 1906)
- 7 maggio - Ljubov' Timofeevna Kosmodem'janskaja, attivista sovietica (n. 1900)
- 7 maggio - Giovanni Battista Pighi, latinista e poeta italiano (n. 1898)
- 8 maggio - Juan Evaristo, calciatore argentino (n. 1902)
- 8 maggio - Mario Ferri, politico italiano (n. 1927)
- 8 maggio - Chuck Hyatt, cestista statunitense (n. 1908)
- 8 maggio - Alfredo Mezio, giornalista, critico letterario e critico d'arte italiano (n. 1908)
- 8 maggio - Raymond Rubicam, pubblicitario statunitense (n. 1892)
- 9 maggio - Urbano Cioccetti, avvocato e politico italiano (n. 1905)
- 9 maggio - Duncan Grant, pittore scozzese (n. 1885)
- 9 maggio - Harry Hinton, pilota motociclistico australiano (n. 1909)
- 9 maggio - Peppino Impastato, giornalista, conduttore radiofonico e attivista italiano (n. 1948)
- 9 maggio - Albert Laprade, architetto francese (n. 1883)
- 9 maggio - George Maciunas, artista e architetto lituano (n. 1931)
- 9 maggio - Aldo Moro, politico e giurista italiano (n. 1916)
- 9 maggio - Friedrich von Schellwitz, generale tedesco (n. 1893)
- 11 maggio - Jacques Ickx, pilota motociclistico, pilota automobilistico e giornalista belga (n. 1910)
- 11 maggio - Francesco Serantini, scrittore italiano (n. 1889)
- 12 maggio - Robert Coogan, attore statunitense (n. 1924)
- 12 maggio - Vasili Merkuryev, attore sovietico (n. 1904)
- 13 maggio - Giuseppe Tommaso Gangale, glottologo, religioso e filosofo italiano (n. 1898)
- 13 maggio - Jan Heřmánek, pugile cecoslovacco (n. 1907)
- 13 maggio - Guillaume Lieb, calciatore francese (n. 1904)
- 14 maggio - Henri Chapron, imprenditore e designer francese (n. 1886)
- 14 maggio - Umberto Cornetti, calciatore italiano (n. 1903)
- 14 maggio - Alexander Kipnis, basso russo (n. 1891)
- 14 maggio - Bill Lear, inventore e imprenditore statunitense (n. 1902)
- 14 maggio - Paul Mason, diplomatico inglese (n. 1904)
- 14 maggio - Robert Menzies, politico australiano (n. 1894)
- 15 maggio - Dorothy Coburn, attrice statunitense (n. 1904)
- 15 maggio - Umberto Fiore, politico e sindacalista italiano (n. 1896)
- 15 maggio - Friedrich Müller, calciatore tedesco (n. 1907)
- 15 maggio - Maurice Olivier, calciatore francese (n. 1887)
- 15 maggio - Kurt Stössel, calciatore tedesco (n. 1907)
- 16 maggio - Goffredo Alessandrini, regista e ostacolista italiano (n. 1904)
- 16 maggio - Paolo Amadesi, calciatore italiano (n. 1902)
- 16 maggio - Giovanni Battistoni, calciatore e allenatore di calcio italiano (n. 1910)
- 16 maggio - William Steinberg, direttore d'orchestra tedesco (n. 1899)
- 17 maggio - Ljubiša Stefanović, calciatore e allenatore di calcio jugoslavo (n. 1910)
- 17 maggio - Armin Theophil Wegner, militare, attivista e scrittore tedesco (n. 1886)
- 18 maggio - Fausto Catani, educatore italiano (n. 1909)
- 18 maggio - Giuseppe Lippi, mezzofondista italiano (n. 1904)
- 18 maggio - Anna Salvatore, pittrice, scultrice e scrittrice italiana (n. 1923)
- 18 maggio - Norman Smith, calciatore e allenatore di calcio inglese (n. 1897)
- 19 maggio - Carl Hansen, calciatore danese (n. 1898)
- 19 maggio - Italo Rossi, allenatore di calcio e calciatore italiano (n. 1898)
- 20 maggio - Dick Been, calciatore olandese (n. 1914)
- 21 maggio - Tukojirao Holkar III, principe indiano (n. 1890)
- 21 maggio - Walter von Bonhorst, montatore tedesco (n. 1904)
- 21 maggio - Gustaf von Numers, artista finlandese (n. 1912)
- 21 maggio - Antun Pogačnik, calciatore jugoslavo (n. 1913)
- 22 maggio - Colin Hannah, generale e politico australiano (n. 1914)
- 22 maggio - Lucia Morpurgo Rodocanachi, scrittrice italiana (n. 1901)
- 23 maggio - Ezio Amadeo, politico italiano (n. 1894)
- 23 maggio - Mariano Amaro, calciatore e allenatore di calcio portoghese (n. 1915)
- 23 maggio - Robert Llewellyn Bradshaw, politico nevisiano (n. 1916)
- 23 maggio - Johan Mastenbroek, allenatore di calcio olandese (n. 1902)
- 23 maggio - Birger Sörvik, ginnasta svedese (n. 1879)
- 24 maggio - Cyrille Adoula, politico della Repubblica Democratica del Congo (n. 1921)
- 24 maggio - Barry Atwater, attore statunitense (n. 1918)
- 24 maggio - Rae Foley, scrittrice statunitense (n. 1900)
- 24 maggio - Judson Melford, attore statunitense (n. 1900)
- 24 maggio - Lily Parr, calciatrice britannica (n. 1905)
- 24 maggio - Edoardo Salerno, politico e prefetto italiano (n. 1891)
- 25 maggio - Hugo Helsten, ginnasta danese (n. 1894)
- 25 maggio - Bruno Touschek, fisico austriaco (n. 1921)
- 26 maggio - Ignacio de Alba y Hernández, vescovo cattolico messicano (n. 1890)
- 26 maggio - Roberto Angeli, presbitero italiano (n. 1913)
- 26 maggio - Erich Hagen, ciclista su strada tedesco (n. 1936)
- 26 maggio - Jorge Icaza, scrittore e drammaturgo ecuadoriano (n. 1906)
- 26 maggio - Tamara Platonovna Karsavina, ballerina russa (n. 1885)
- 26 maggio - Antenore Magri, pittore italiano (n. 1907)
- 27 maggio - Willie Brown, allenatore di calcio e calciatore scozzese (n. 1922)
- 27 maggio - Mario Deluigi, pittore italiano (n. 1901)
- 27 maggio - Tormod Kjellsen, calciatore norvegese (n. 1894)
- 27 maggio - Vintilă Mihăilescu, geografo rumeno (n. 1890)
- 27 maggio - Lorenzo Poggi, ingegnere e fisico italiano (n. 1905)
- 27 maggio - William Strang, I Barone Strang, diplomatico britannico (n. 1893)
- 28 maggio - Bernard Borderie, regista francese (n. 1924)
- 28 maggio - Ernest Cadine, sollevatore francese (n. 1893)
- 28 maggio - Ben Carré, scenografo e costumista francese (n. 1883)
- 28 maggio - Franco Patrignani, medico e politico italiano (n. 1901)
- 28 maggio - Enrico Simonetti, pianista, compositore e showman italiano (n. 1924)
- 29 maggio - Jurij Osipovič Dombrovskij, scrittore russo (n. 1909)
- 29 maggio - Guglielmo Righini, astronomo italiano (n. 1908)
- 29 maggio - Nazli Sabri, regina egiziana (n. 1894)
- 30 maggio - Giuseppe Di Cristina, mafioso italiano (n. 1923)
- 30 maggio - Gotthard Handrick, pentatleta e aviatore tedesco (n. 1908)
- 30 maggio - Tetsu Katayama, politico giapponese (n. 1887)
- 30 maggio - Jean Rougeul, attore, regista e critico cinematografico francese (n. 1905)
- 31 maggio - József Bozsik, allenatore di calcio e calciatore ungherese (n. 1925)
- 31 maggio - Josep Gonzalvo, allenatore di calcio e calciatore spagnolo (n. 1920)
- 31 maggio - Hannah Höch, artista tedesca (n. 1889)
- 31 maggio - Averill Abraham Liebow, medico austriaco (n. 1911)